# فیلم ماجراهای اردک: چراغ جادو
فیلم ماجراهای اردک: چراغ جادو (به انگلیسی: DuckTales the Movie: Treasure of the Lost Lamp) فیلمی ۷۴ دقیقه‌ای به کارگردانی باب هثکاک با بازی آلان یانگ محصول کشور بریتانیا است.